# Семіха Боровац
Семіха Боровач (народилася 2 березня 1955) — боснійська політикиня, 35-й мер Сараєво, обіймала цю посаду з 2005 по 2009 рік. Вона є першою жінкою-мером Сараєво, а також є членом Партії демократичної дії. Боровач також була міністеркою у справах прав людини та біженців з 2015 по 2019 рік.

## Освіта
Боровач навчався спочатку в початковій школі «Ахмет Фетахагіч», а потім у середній школі «Друга гімназія» в Сараєво. Вона продовжила навчання в університеті, закінчивши Сараєвський юридичний факультет у 1977 році та отримавши кваліфікацію судді у 2000 році. У 2001 році також здобула кваліфікацію тренера Асоціації громадян за ініціативи місцевого розвитку.

## Політична кар'єра
Боровач обіймала посаду 35-го мера Сараєво з 2005 по 2009 рік.
Вона стала новою міністеркою з прав людини та біженців 31 березня 2015 року в уряді Дениса Звіздича. Протягом першого року перебування на посаді Боровач зустрічалася з родинами біженців у Боснії та Герцеговині. 26 січня 2016 року Боровач підписав угоду з мерами міст по всій країні та міністрами обох територіальних одиниць, пообіцявши побудувати 438 будинків для сімей, переміщених під час боснійської війни 1990-х років. Її повноваження на посаді міністра закінчилися 23 грудня 2019 року.

## Особисте життя
Семіха одружена з Міралемом Боровачем, і разом вони мають двох дочок.